# Pot Luck
Pot Luck – piętnasty album Elvisa Presleya wydany 5 czerwca 1962 roku przez RCA Victor Records. Zawiera on zbiór różnych piosenek Elvisa zarejestrowanych w czasie sesji nagraniowych w 1961 i 1962 r. Na liście najlepszych albumów magazynu Billboard 200 płyta znalazła się na czwartym miejscu.

## Zawartość
Większość piosenek znajdujących się na płycie zostało napisanych przez Doca Pomusa i Morta Shumana, którzy wcześniej napisali takie przeboje, jak: Surrender oraz His Latest Flame. Obie zostały wydane przez Elvisa jako single i szybko zdobyły szczyty listy przebojów. Z kolei utwory Kiss Me Quick i Suspicion zostały wydane jako singiel dopiero dwa lata po premierze albumu, ale i tak znalazły się na liście najlepszych singli Top 40. Pozostałe piosenki zostały skomponowane przez stałych współpracowników Elvisa, takich jak: Don Robertson, Otis Blackwell, and Paul Evans.
Jedynie ostatni utwór znajdujący się na płycie That’s Someone You Never Forget został stworzony przez Elvisa i Reda Westa, prawdopodobnie na cześć zmarłej matki Elvisa, Gladys. W maju 1967 r. został wydany jako singiel wraz z Long Legged Girl i znalazł się na 92 miejscu listy przebojów magazynu Billboard Hot 100. Inna piosenka z tej sesji You'll Be Gone także skomponowana przez Elvisa i Westa we współpracy z Memphis Mafią i Charliem Hodge’em, została wydana jako singiel w 1965 r. razem z utworem Do the Clam.

## Muzycy
1. Elvis Presley – wokal i gitara
2. Scotty Moore – gitara elektryczna
3. Hank Garland – gitara elektryczna
4. Tiny Timbrell – gitara elektryczna
5. Harold Bradley – gitara
6. Grandy Martin – gitara
7. Floyd Cramer – pianino, organy
8. Dudley Brooks – pianino
9. Gordon Stoker – pianino
10. Bob Moore – kontrabas
11. D.J. Fontana – perkusja
12. Buddy Harman – perkusja
13. Millie Kirkham – akompaniament
14. The Jordanaires – akompaniament
15. Boots Randolph – saksofon

## Lista utworów

### Strona A
| Utwór | Data nagrania | Tytuł                       | Autor                                  | Czas trwania |
| ----- | ------------- | --------------------------- | -------------------------------------- | ------------ |
| 1.    | 25.06.1961    | Kiss Me Quick               | Doc Pomus i Mort Shuman                | 2:46         |
| 2.    | 18.03.1962    | Just for Old Time Sake      | Roy C. Bennett I Sid Tepper            | 2:08         |
| 3.    | 18.03.1962    | Gonna Get Back Home Somehow | Doc Pomus i Mort Shuman                | 2:27         |
| 4.    | 18.03.1962    | (Such an) Easy Question     | Otis Blackwell i Winfield Scott        | 2:18         |
| 5.    | 22.03.1962    | Steppin’ Out of Line        | Fred Wise, Ben Weisman, Dolores Fuller | 1:54         |
| 6.    | 25.06.1961    | I'm Yours                   | Hal Blair i Don Robertson              | 2:21         |

### Strona B
| Utwór | Data nagrania | Tytuł                              | Autor                    | Czas trwania |
| ----- | ------------- | ---------------------------------- | ------------------------ | ------------ |
| 1.    | 18.03.1962    | Something Blue                     | Paul Evans i Al Byron    | 2:57         |
| 2.    | 19.03.1962    | Suspicion                          | Doc Pomus i Mort Shuman  | 2:34         |
| 3.    | 19.03.1962    | I Feel That I've Known You Forever | Doc Pomus i Mort Shuman  | 1:39         |
| 4.    | 15.10.1961    | Night Rider                        | Doc Pomus i Mort Shuman  | 2:08         |
| 5.    | 18.03.1962    | Fountain of Love                   | Bill Giant i Jeff Lewis  | 2:12         |
| 6.    | 25.06.1961    | That’s Someone You Never Forget    | Elvis Presley i Red West | 2:47         |